# Uni-Center (Köln)
Das Uni-Center ist ein Wohnhaus im Kölner Stadtteil Sülz an der Ecke Luxemburger Straße/Universitätsstraße und gehört zu den größten Wohnhäusern Europas.

## Entstehungsgeschichte
Architekt war der Kölner Professor Werner Ingendaay (1923–2008), Bauherr die Bauträgergesellschaft Deba Wohnbau CCAA GmbH, Köln.
Nach dem Baubeginn im Januar 1971 fand die Grundsteinlegung im Februar 1971 durch den damaligen Bundesverkehrsminister Lauritz Lauritzen statt, der das geplante Bauwerk als „kühnes Experiment“ bezeichnete. Das Richtfest für das Y-förmige Hochhaus fand im Oktober 1972 statt, bezugsfertig war es am 1. August 1973.

## Baubeschreibung
Das Wohnhaus ist in drei unterschiedlich hohe Gebäudeflügel „U“ (38+3 Etagen), „N“ (31+3 Etagen), „I“ (26+3 Etagen) unterteilt, die durch den Gebäudekern „C“ (45 Etagen) miteinander verbunden sind. Zur besseren Orientierung sind die Flügel einheitlich in Farben ausgestattet, „U“ in Orange, „N“ in Grün und „I“ in Gelb. Ab dem 5. Obergeschoss aufwärts befinden sich jeweils auf beiden Seiten eines Gebäudeflügels und im Kernteil „C“ Wohnungen. In den Flügeln endet der Hauptteil des Gebäudes mit Technik- und Lagerräumen (U38, N31, I26), auf die darüberliegend zwei Etagen mit Maisonettewohnungen und in der höchsten Etage ein Penthouse folgen. In den unteren Etagen befinden sich mehrere Geschäfte, Restaurants und das Parkhaus.
Das Uni-Center ist mit 968 Einheiten eines der größten Wohnhäuser Europas. Etwa 60 % aller Einheiten wurden als Eigentumswohnungen veräußert, den Rest im „I“-Block übernahm das Kölner Studierendenwerk. Es betreibt 378 Wohnungen zwischen 14 und 24 m² als Wohnheim für Studenten. Höchster Gebäudeteil ist der Mittelturm „C“ mit 134 Metern. Es gibt hier 45 Obergeschosse, drei Untergeschosse und das Erdgeschoss. Insgesamt wohnen im Baukomplex circa 1200 Personen, die mit neun Aufzügen fahren können. Auf der Liste der Hochhäuser in Köln belegt das Uni-Center Rang 3.

## Schauplatz
Das Haus war einer der Drehorte des Films Die verlorene Ehre der Katharina Blum, der im Oktober 1975 Premiere hatte und auf dem gleichnamigen Roman von Heinrich Böll beruht.
Während des Deutschen Herbstes mieteten RAF-Terroristen eine Wohnung im Uni-Center an, um dort die Entführung von Hanns Martin Schleyer vorzubereiten. Im Oktober 1977 durchsuchte die GSG 9 mehrere Wohnungen und konnte ermitteln, dass Adelheid Schulz unter dem Namen Markward bis Ende September 1977 eine konspirative Wohnung gemietet hatte. Während der Durchsuchung wurde die Lufthansa-Maschine Landshut entführt.